# Mount Carse
Der Mount Carse ist ein bis zu 2330 m hoher Berg mit mehreren Gipfeln auf Südgeorgien im Südatlantik. Er ragt 3,2 km nördlich des Endes des Drygalski-Fjords im südlichen Teil der Salvesen Range auf.
Der South Georgia Survey kartierte ihn während seiner von 1951 bis 1957 dauernden Vermessungskampagne und benannte ihn nach Duncan Carse (1913–2004), dem Leiter der vier Expeditionen während dieser Periode. Die Erstbesteigung erfolgte am 21. Januar 1990 durch Brian Davison und Stephen Venables über den Nordwestgrat.